# Mike Bryan
Michael Carl Bryan (California, Estados Unidos, 29 de abril de 1978) es un extenista estadounidense especialista en partidos de dobles.
Junto a su hermano Bob Bryan, se especializaron en dobles, donde en conjunto han obtenido 116 títulos en dobles, llegando a ser número 1 de la especialidad. A causa de una lesión de Bob en 2018, Mike ha jugado con Jack Sock durante este año y ha seguido sumando títulos importantes en su carrera, entre ellos, un nuevo Wimbledon, Us Open y Master Series para un total de 121 títulos de dobles, siendo así, el tenista más laureado en la actualidad.
En 2007 fueron parte integrante del equipo estadounidense campeón de Copa Davis, ganando los cuatro partidos de dobles que jugaron en el año.
En 2008, junto a su hermano compitieron representado a su país en los Juegos Olímpicos de Beijing, cayendo sorpresivamente con la pareja suiza Roger Federer/Stanislas Wawrinka en semifinales; de esta manera en la lucha por la medalla de bronce se enfrentaron a Arnaud Clément/Michael Llodra de Francia, imponiéndose por 3-6, 6-3, 6-4.

## Torneos de Grand Slam

### Dobles Masculino

#### Victorias (18)
| Año  | Torneo          | Pareja    | Oponentes en la final             | Resultado                  |
| 2003 | Roland Garros   | Bob Bryan | Paul Haarhuis Yevgueni Káfelnikov | 7-6(3), 6-3                |
| 2005 | US Open         | Bob Bryan | Jonas Björkman Max Mirnyi         | 6-1, 6-4                   |
| 2006 | Australian Open | Bob Bryan | Martin Damm Leander Paes          | 4-6, 6-3, 6-4              |
| 2006 | Wimbledon       | Bob Bryan | Fabrice Santoro Nenad Zimonjić    | 6-3, 4-6, 6-4, 6-2         |
| 2007 | Australian Open | Bob Bryan | Jonas Björkman Max Mirnyi         | 7-5, 7-5                   |
| 2008 | US Open         | Bob Bryan | Lukáš Dlouhý Leander Paes         | 7-6(5), 7-6(10)            |
| 2009 | Australian Open | Bob Bryan | Mahesh Bhupathi Mark Knowles      | 2-6, 7-5, 6-0              |
| 2010 | Australian Open | Bob Bryan | Daniel Nestor Nenad Zimonjić      | 6-3, 6-7(5), 6-3           |
| 2010 | US Open         | Bob Bryan | Rohan Bopanna Aisam Qureshi       | 7-6(5), 7-6(4)             |
| 2011 | Australian Open | Bob Bryan | Leander Paes Mahesh Bhupathi      | 6-3, 6-4                   |
| 2011 | Wimbledon       | Bob Bryan | Robert Lindstedt Horia Tecău      | 6-3, 6-4, 7-6(2)           |
| 2012 | US Open         | Bob Bryan | Leander Paes Radek Štěpánek       | 6-3, 6-4                   |
| 2013 | Australian Open | Bob Bryan | Robin Haase Igor Sijsling         | 6-3, 6-4                   |
| 2013 | Roland Garros   | Bob Bryan | Michaël Llodra Nicolas Mahut      | 6-4, 4-6, 7-6(4)           |
| 2013 | Wimbledon       | Bob Bryan | Ivan Dodig Marcelo Melo           | 3-6, 6-3, 6-4, 6-4         |
| 2014 | US Open         | Bob Bryan | Marcel Granollers Marc López      | 6-3, 6-4                   |
| 2018 | Wimbledon       | Jack Sock | Raven Klaasen Michael Venus       | 6-3, 6-7(5), 6-3, 5-7, 7-5 |
| 2018 | US Open         | Jack Sock | Łukasz Kubot Marcelo Melo         | 6-3, 6-1                   |

#### Finalista (13)
| Año  | Torneo          | Pareja    | Oponentes en la final          | Resultado                     |
| 2003 | US Open         | Bob Bryan | Jonas Björkman Todd Woodbridge | 7-5, 0-6, 5-7                 |
| 2004 | Australian Open | Bob Bryan | Michaël Llodra Fabrice Santoro | 6-7(4), 3-6                   |
| 2005 | Australian Open | Bob Bryan | Wayne Black Kevin Ullyett      | 4-6, 4-6                      |
| 2005 | Roland Garros   | Bob Bryan | Jonas Björkman Max Mirnyi      | 6-2, 1-6, 4-6                 |
| 2005 | Wimbledon       | Bob Bryan | Stephen Huss Wesley Moodie     | 6-7(4), 3-6, 7-6(2), 3-6      |
| 2006 | Roland Garros   | Bob Bryan | Jonas Björkman Max Mirnyi      | 7-6(5), 4-6, 5-7              |
| 2007 | Wimbledon       | Bob Bryan | Arnaud Clément Michaël Llodra  | 7-6(5), 3-6, 4-6, 4-6         |
| 2009 | Wimbledon       | Bob Bryan | Daniel Nestor Nenad Zimonjić   | 6-7(7), 7-6(3), 6-7(3), 3-6   |
| 2012 | Australian Open | Bob Bryan | Leander Paes Radek Štěpánek    | 6-7(1), 2-6                   |
| 2012 | Roland Garros   | Bob Bryan | Daniel Nestor Max Mirnyi       | 4-6, 4-6                      |
| 2014 | Wimbledon       | Bob Bryan | Vasek Pospisil Jack Sock       | 6-7(5), 7-6(3), 4-6, 6-3, 5-7 |
| 2015 | Roland Garros   | Bob Bryan | Ivan Dodig Marcelo Melo        | 7-6(5), 6-7(5), 5-7           |
| 2016 | Roland Garros   | Bob Bryan | Feliciano López Marc López     | 4-6, 7-6(6), 3-6              |
| 2017 | Australian Open | Bob Bryan | Henri Kontinen John Peers      | 5-7, 5-7                      |

### Dobles Mixto

#### Victorias (4)
| Año  | Torneo        | Pareja                | Oponentes en la final             | Resultado     |
| 2002 | US Open       | Lisa Raymond          | Katarina Srebotnik Bob Bryan      | 6-3, 6-4      |
| 2003 | Roland Garros | Lisa Raymond          | Yelena Líjovtseva Mahesh Bhupathi | 6-3, 6-4      |
| 2012 | Wimbledon     | Lisa Raymond          | Yelena Vesniná Leander Paes       | 6-3, 5-7, 6-4 |
| 2015 | Roland Garros | Bethanie Mattek-Sands | Lucie Hradecká Marcin Matkowski   | 7-6(3), 6-1   |

#### Finalista (2)
| Año  | Torneo    | Pareja             | Oponentes en la final          | Resultado     |
| 2001 | Wimbledon | Liezel Huber       | Daniela Hantuchová Leoš Friedl | 6-4, 3-6, 2-6 |
| 2008 | Wimbledon | Katarina Srebotnik | Samantha Stosur Bob Bryan      | 5-7, 4-6      |

## Juegos Olímpicos

### Medallero Dobles

#### Medalla de oro
| Año  | Torneo               | Superficie | Pareja    | Oponentes                         | Resultado   |
| ---- | -------------------- | ---------- | --------- | --------------------------------- | ----------- |
| 2012 | JJ. OO. Londres 2012 | Césped     | Bob Bryan | Michaël Llodra Jo-Wilfried Tsonga | 6-4, 7-6(4) |

#### Medalla de bronce
| Año  | Torneo             | Superficie | Pareja    | Oponentes                     | Resultado     |
| ---- | ------------------ | ---------- | --------- | ----------------------------- | ------------- |
| 2008 | JJ. OO. Pekín 2008 | Dura       | Bob Bryan | Arnaud Clément Michaël Llodra | 3-6, 6-3, 6-4 |

### Medallero Dobles Mixto

#### Medalla de bronce
| Año  | Torneo                | Superficie | Pareja       | Oponentes                      | Resultado      |
| ---- | --------------------- | ---------- | ------------ | ------------------------------ | -------------- |
| 2012 | 'JJ.OO. Londres 2012' | Césped     | Lisa Raymond | Sabine Lisicki Christopher Kas | 6-3, 4-6, 10-4 |

## Títulos ATP (124; 0+124)

### Dobles (124)
| Leyenda                   |
| Grand Slam (18)           |
| ATP World Tour Finals (5) |
| Juegos Olímpicos (1)      |
| ATP Masters 1000 (39)     |
| ATP Tour (61)             |

| Nº   | Fecha                   | Torneo                         | Superficie    | Pareja          | Oponentes en la final                   | Resultado                  |
| 1.   | 19 de febrero de 2001   | Memphis                        | Dura          | Bob Bryan       | Alex O'Brien Jonathan Stark             | 6-3 7-6(3)                 |
| 2.   | 11 de junio de 2001     | Queen's Club                   | Césped        | Bob Bryan       | Eric Taino David Wheaton                | 6-3 3-6 6-1                |
| 3.   | 9 de julio de 2001      | Newport                        | Césped        | Bob Bryan       | Andre Sá Glenn Weiner                   | 6-3 7-5                    |
| 4.   | 23 de julio de 2001     | Los Ángeles                    | Dura          | Bob Bryan       | Andy Roddick Jan-Michael Gambill        | 7-5 7-6(6)                 |
| 5.   | 25 de febrero de 2002   | Acapulco                       | Tierra batida | Bob Bryan       | Martin Damm David Rikl                  | 6-3 3-6 6-2                |
| 6.   | 4 de marzo de 2002      | Scottsdale                     | Dura          | Bob Bryan       | Mark Knowles Daniel Nestor              | 7-5 7-6(6)                 |
| 7.   | 17 de junio de 2002     | Nottingham                     | Césped        | Mark Knowles    | Donald Johnson Jared Palmer             | 6-0 7-6(3) 6-4             |
| 8.   | 8 de julio de 2002      | Newport                        | Césped        | Bob Bryan       | Jürgen Melzer Alexander Popp            | 7-5 6-3                    |
| 9.   | 29 de julio de 2002     | Toronto TMS                    | Dura          | Bob Bryan       | Mark Knowles Daniel Nestor              | 4-6 7-6(1) 6-3             |
| 10.  | 19 de agosto de 2002    | Long Island                    | Dura          | Mahesh Bhupathi | Petr Pála Pavel Vízner                  | 6-3 6-4                    |
| 11.  | 21 de octubre de 2002   | Basilea                        | Moqueta       | Bob Bryan       | Mark Knowles Daniel Nestor              | 7-6(1) 7-5                 |
| 12.  | 21 de abril de 2003     | Barcelona                      | Tierra batida | Bob Bryan       | Chris Haggard Robbie Koenig             | 6-4 6-3                    |
| 13.  | 26 de mayo de 2003      | Roland Garros                  | Tierra batida | Bob Bryan       | Paul Haarhuis Yevgeni Káfelnikov        | 7-6(3) 6-3                 |
| 14.  | 16 de junio de 2003     | Nottingham                     | Césped        | Bob Bryan       | Joshua Eagle Jared Palmer               | 7-6(3) 4-6 7-6(4)          |
| 15.  | 11 de agosto de 2003    | Cincinnati TMS                 | Dura          | Bob Bryan       | Wayne Arthurs Paul Hanley               | 7-5 7-6(5)                 |
| 16.  | 8 de noviembre de 2003  | Tennis Masters Cup, Houston    | Dura          | Bob Bryan       | Michaël Llodra Fabrice Santoro          | 6-7(6) 6-3 3-6 7-6(3) 6-4  |
| 17.  | 5 de enero de 2004      | Adelaida                       | Dura          | Bob Bryan       | Arnaud Clément Michaël Llodra           | 7-5 6-3                    |
| 18.  | 16 de febrero de 2004   | Memphis                        | Dura          | Bob Bryan       | Jeff Coetzee Chris Haggard              | 6-3 6-4                    |
| 19.  | 1 de marzo de 2004      | Acapulco                       | Tierra batida | Bob Bryan       | Nicolás Massú Juan Ignacio Chela        | 6-2 6-4                    |
| 20.  | 7 de junio de 2004      | Queen's Club, Londres          | Césped        | Bob Bryan       | Mark Knowles Daniel Nestor              | 6-4 6-4                    |
| 21.  | 12 de julio de 2004     | Los Ángeles                    | Dura          | Bob Bryan       | Wayne Arthurs Paul Hanley               | 6-3 7-6(6)                 |
| 22.  | 25 de octubre de 2004   | Basilea                        | Moqueta       | Bob Bryan       | Lucas Arnold Mariano Hood               | 7-6(11) 6-2                |
| 23.  | 8 de noviembre de 2004  | Tennis Masters Cup, Houston    | Dura          | Bob Bryan       | Wayne Black Kevin Ullyett               | 4-6 7-5 6-4 6-2            |
| 24.  | 21 de febrero de 2005   | Scottsdale                     | Dura          | Bob Bryan       | Wayne Arthurs Paul Hanley               | 7-5 6-4                    |
| 25.  | 6 de junio de 2005      | Queen's Club, Londres          | Césped        | Bob Bryan       | Jonas Björkman Max Mirnyi               | 7-6(11) 7-6(4)             |
| 26.  | 1 de agosto de 2005     | Washington                     | Dura          | Bob Bryan       | Wayne Black Kevin Ullyett               | 6-4 6-2                    |
| 27.  | 29 de agosto de 2005    | US Open, Nueva York            | Dura          | Bob Bryan       | Jonas Björkman Max Mirnyi               | 6-1 6-4                    |
| 28.  | 31 de octubre de 2005   | París TMS                      | Moqueta       | Bob Bryan       | Mark Knowles Daniel Nestor              | 6-4 6-7(3) 6-4             |
| 29.  | 16 de enero de 2006     | Australian Open, Melbourne     | Dura          | Bob Bryan       | Leander Paes Martin Damm                | 4-6 6-3 6-4                |
| 30.  | 27 de febrero de 2006   | Las Vegas                      | Dura          | Bob Bryan       | Jaroslav Levinský Robert Lindstedt      | 6-3 6-2                    |
| 31.  | 9 de julio de 2006      | Wimbledon, Londres             | Césped        | Bob Bryan       | Fabrice Santoro Nenad Zimonjić          | 6-3 4-6 6-4 6-2            |
| 32.  | 24 de julio de 2006     | Los Ángeles                    | Dura          | Bob Bryan       | Jamie Murray Eric Butorac               | 6-2 6-4                    |
| 33.  | 31 de julio de 2006     | Washington                     | Dura          | Bob Bryan       | Paul Hanley Kevin Ullyett               | 6-3 5-7 10-3               |
| 34.  | 7 de agosto de 2006     | Toronto TMS                    | Dura          | Bob Bryan       | Paul Hanley Kevin Ullyett               | 6-3 7-5                    |
| 35.  | 15 de octubre de 2006   | Madrid TMS                     | Dura          | Bob Bryan       | Mark Knowles Daniel Nestor              | 7-5 6-4                    |
| 36.  | 15 de enero de 2007     | Australian Open, Melbourne     | Dura          | Bob Bryan       | Jonas Björkman Max Mirnyi               | 7-5 7-5                    |
| 37.  | 26 de febrero de 2007   | Las Vegas                      | Dura          | Bob Bryan       | Jonathan Erlich Andy Ram                | 7-6(6) 6-2                 |
| 38.  | 19 de marzo de 2007     | Miami TMS                      | Dura          | Bob Bryan       | Martin Damm Leander Paes                | 6-7(7) 6-3 10-7            |
| 39.  | 9 de abril de 2007      | Houston                        | Tierra batida | Bob Bryan       | Mark Knowles Daniel Nestor              | 7-6(3) 6-4                 |
| 40.  | 15 de abril de 2007     | Montecarlo TMS                 | Tierra batida | Bob Bryan       | Julien Benneateau Richard Gasquet       | 4-6 6-3 15-13              |
| 41.  | 20 de mayo de 2007      | Hamburgo TMS                   | Tierra batida | Bob Bryan       | Paul Hanley Kevin Ullyett               | 6-3 6-4                    |
| 42.  | 16 de julio de 2007     | Los Ángeles                    | Dura          | Bob Bryan       | Scott Lipsky David Martin               | 7-6(5) 6-2                 |
| 43.  | 29 de julio de 2007     | Washington                     | Dura          | Bob Bryan       | Jonathan Erlich Andy Ram                | 7-6(5) 3-6 10-7            |
| 44.  | 15 de octubre de 2007   | Madrid TMS                     | Dura          | Bob Bryan       | Mariusz Fyrstenberg Marcin Matkowski    | 6-4 7-6(2)                 |
| 45.  | 22 de octubre de 2007   | Basilea                        | Dura          | Bob Bryan       | James Blake Mark Knowles                | 6-1 6-1                    |
| 46.  | 29 de octubre de 2007   | París TMS                      | Dura          | Bob Bryan       | Daniel Nestor Nenad Zimonjić            | 6-4 7-6(4)                 |
| 47.  | 5 de abril de 2008      | Miami TMS                      | Dura          | Bob Bryan       | Mahesh Bhupathi Mark Knowles            | 6-2 6-2                    |
| 48.  | 28 de abril de 2008     | Barcelona                      | Tierra batida | Bob Bryan       | Mariusz Fyrstenberg Marcin Matkowski    | 6-3 6-2                    |
| 49.  | 11 de mayo de 2008      | Roma TMS                       | Tierra batida | Bob Bryan       | Daniel Nestor Nenad Zimonjić            | 3-6 6-4 10-8               |
| 50.  | 28 de julio de 2008     | Cincinnati TMS                 | Dura          | Bob Bryan       | Jonathan Erlich Andy Ram                | 4-6 7-6(2) 10-7(MTB)       |
| 51.  | 25 de agosto de 2008    | US Open, Nueva York            | Dura          | Bob Bryan       | Lukas Dlouhy Leander Paes               | 7-6(5) 7-6(10)             |
| 52.  | 12 de enero de 2009     | Sydney                         | Dura          | Bob Bryan       | Daniel Nestor Nenad Zimonjić            | 6-1 7-6(3)                 |
| 53.  | 31 de enero de 2009     | Australian Open, Melbourne     | Dura          | Bob Bryan       | Mahesh Bhupathi Mark Knowles            | 2-6 7-5 6-0                |
| 54.  | 23 de febrero de 2009   | Delray Beach                   | Dura          | Bob Bryan       | Marcelo Melo Andre Sá                   | 6-4 6-4                    |
| 55.  | 6 de abril de 2009      | Houston                        | Tierra batida | Bob Bryan       | Jesse Levine Ryan Sweeting              | 6-1 6-2                    |
| 56.  | 27 de julio de 2009     | Los Ángeles                    | Dura          | Bob Bryan       | Benjamin Becker Frank Moser             | 6-4 7-6(2)                 |
| 55.  | 5 de octubre de 2009    | Pekín                          | Dura          | Bob Bryan       | Mark Knowles Andy Roddick               | 6-4 6-2                    |
| 58.  | 29 de noviembre de 2009 | ATP World Tour Finals, Londres | Dura          | Bob Bryan       | Max Mirnyi Andy Ram                     | 7-6(5) 6-3                 |
| 59.  | 30 de enero de 2010     | Australian Open, Melbourne     | Dura          | Bob Bryan       | Daniel Nestor Nenad Zimonjić            | 6-3 6-7(5) 6-3             |
| 60.  | 22 de febrero de 2010   | Delray Beach                   | Dura          | Bob Bryan       | Philipp Marx Igor Zelenay               | 6-3 7-6(3)                 |
| 61.  | 5 de abril de 2010      | Houston                        | Tierra batida | Bob Bryan       | Stephen Huss Wesley Moodie              | 6-3 7-5                    |
| 62.  | 26 de abril de 2010     | Roma M1000                     | Tierra batida | Bob Bryan       | John Isner Sam Querrey                  | 6-2 6-3                    |
| 63.  | 9 de mayo de 2010       | Madrid M1000                   | Tierra batida | Bob Bryan       | Daniel Nestor Nenad Zimonjic            | 6-2 7-5                    |
| 64.  | 26 de julio de 2010     | Los Ángeles                    | Dura          | Bob Bryan       | Eric Butorac Jean-Julien Rojer          | 6-7(6) 6-2 10-7            |
| 65.  | 9 de agosto de 2010     | Toronto                        | Dura          | Bob Bryan       | Julien Benneteau Michael Llodra         | 7-5 6-3                    |
| 66.  | 16 de agosto de 2010    | Cincinnati                     | Dura          | Bob Bryan       | Mahesh Bhupathi Max Mirnyi              | 6-4 6-3                    |
| 67.  | 30 de agosto de 2010    | US Open, Nueva York            | Dura          | Bob Bryan       | Rohan Bopanna Aisam-ul-Haq Qureshi      | 7-6(5) 7-6(4)              |
| 68.  | 4 de octubre de 2010    | Pekín                          | Dura          | Bob Bryan       | Mariusz Fyrstenberg Marcin Matkowski    | 6-1 7-6(5)                 |
| 69.  | 7 de noviembre de 2010  | Basilea                        | Dura          | Bob Bryan       | Daniel Nestor Nenad Zimonjic            | 6-3 3-6 10-3               |
| 70.  | 29 de enero de 2011     | Australian Open                | Dura          | Bob Bryan       | Mahesh Bhupathi Leander Paes            | 6-3 6-4                    |
| 71.  | 10 de abril de 2011     | Houston                        | Tierra batida | Bob Bryan       | John Isner Sam Querrey                  | 6-7(4) 6-2 10-5            |
| 72.  | 17 de abril de 2011     | Montecarlo M1000               | Tierra batida | Bob Bryan       | Juan Ignacio Chela Bruno Soares         | 6-3 6-2                    |
| 73.  | 8 de mayo de 2011       | Madrid M1000                   | Tierra batida | Bob Bryan       | Michael Llodra Nenad Zimonjic           | 6-3 6-3                    |
| 74.  | 13 de junio de 2011     | Queen's Club                   | Césped        | Bob Bryan       | Mahesh Bhupathi Leander Paes            | 6-7(2) 7-6(4) 10-6         |
| 75.  | 2 de julio de 2011      | Wimbledon, Londres             | Hierba        | Bob Bryan       | Robert Lindstedt Horia Tecău            | 6-3, 6-4, 7-6(2)           |
| 76.  | 30 de octubre de 2011   | Viena                          | Dura          | Bob Bryan       | Daniel Nestor Max Mirnyi                | 7–6(10), 6–3               |
| 77.  | 6 de noviembre de 2011  | Valencia                       | Dura          | Bob Bryan       | Eric Butorac Jean-Julien Rojer          | 6-4, 7-6(9)                |
| 78.  | 15 de enero de 2012     | Sídney                         | Dura          | Bob Bryan       | Matthew Ebden Jarkko Nieminen           | 6-1, 6-4                   |
| 79.  | 19 de abril de 2012     | Montecarlo M1000               | Tierra batida | Bob Bryan       | Max Mirnyi Daniel Nestor                | 6-2, 6-3                   |
| 80.  | 26 de mayo de 2012      | Niza                           | Tierra batida | Bob Bryan       | Olivier Marach Filip Polášek            | 7–6(5), 6–3                |
| 81.  | 4 de agosto de 2012     | Juegos Olímpicos Londres 2012  | Hierba        | Bob Bryan       | Michael Llodra Jo-Wilfried Tsonga       | 6-4, 7–6(2)                |
| 82.  | 12 de agosto de 2012    | Toronto M1000                  | Dura          | Bob Bryan       | Marcel Granollers Marc López            | 6-1, 4-6, 12-10            |
| 83.  | 7 de septiembre de 2012 | US Open, Nueva York            | Dura          | Bob Bryan       | Leander Paes Radek Štěpánek             | 6-3 6-4                    |
| 84.  | 7 de octubre de 2012    | Pekín                          | Dura          | Bob Bryan       | Carlos Berlocq Denis Istomin            | 6-3 6-2                    |
| 85.  | 12 de enero de 2013     | Sídney                         | Dura          | Bob Bryan       | Max Mirnyi Horia Tecau                  | 6-4, 6-4                   |
| 86.  | 26 de enero de 2013     | Australian Open                | Dura          | Bob Bryan       | Robin Haase Igor Sijsling               | 6-3 6-4                    |
| 87.  | 24 de febrero de 2013   | Memphis                        | Dura (i)      | Bob Bryan       | James Blake Jack Sock                   | 6-1 6-2                    |
| 88.  | 16 de marzo de 2013     | Indian Wells                   | Dura          | Bob Bryan       | Treat Conrad Huey Jerzy Janowicz        | 6-3, 3-6. [10-6]           |
| 89.  | 12 de mayo de 2013      | Madrid                         | Tierra batida | Bob Bryan       | Alexander Peya Bruno Soares             | 6-2, 6-3                   |
| 90.  | 19 de mayo de 2013      | Roma                           | Tierra batida | Bob Bryan       | Mahesh Bhupathi Rohan Bopanna           | 6-2, 6-3                   |
| 91.  | 26 de mayo de 2013      | Roland Garros                  | Tierra batida | Bob Bryan       | Michaël Llodra Nicolas Mahut            | 6-4, 4-6, 7-6(4)           |
| 92.  | 16 de junio de 2013     | Queen's Club                   | Hierba        | Bob Bryan       | Alexander Peya Bruno Soares             | 4–6, 7–5, [10–3]           |
| 93.  | 6 de julio de 2013      | Wimbledon, Londres             | Hierba        | Bob Bryan       | Ivan Dodig Marcelo Melo                 | 3-6, 6-3, 6-4, 6-4         |
| 94.  | 12 de agosto de 2013    | Cincinnati M1000               | Dura          | Bob Bryan       | Marcel Granollers Marc López            | 6-4, 4-6 [10-4]            |
| 95.  | 28 de octubre de 2013   | París TMS                      | Dura          | Bob Bryan       | Alexander Peya Bruno Soares             | 6–3, 6–3                   |
| 96.  | 23 de febrero de 2014   | Delray Beach                   | Dura          | Bob Bryan       | František Čermák Mijaíl Yelguin         | 6-2, 6-3                   |
| 97.  | 3 de marzo de 2014      | Indian Wells                   | Dura          | Bob Bryan       | Alexander Peya Bruno Soares             | 6-4, 6-3                   |
| 98.  | 17 de marzo de 2014     | Miami                          | Dura          | Bob Bryan       | Juan Sebastián Cabal Robert Farah       | 7-6, 6-4                   |
| 99.  | 12 de abril de 2014     | Houston                        | Tierra batida | Bob Bryan       | David Marrero Fernando Verdasco         | 4–6, 6–4, [11–9]           |
| 100. | 20 de abril de 2014     | Montecarlo                     | Tierra batida | Bob Bryan       | Ivan Dodig Marcelo Melo                 | 6-3, 3-6, [11–9]           |
| 101. | 17 de agosto de 2014    | Cincinnati                     | Dura          | Bob Bryan       | Vasek Pospisil Jack Sock                | 6–3, 6–2                   |
| 102. | 31 de agosto de 2014    | US Open, Nueva York            | Dura          | Bob Bryan       | Marcel Granollers Marc López            | 6–3, 6–4                   |
| 103. | 5 de octubre de 2014    | Shanghái                       | Dura          | Bob Bryan       | Julien Benneteau Édouard Roger-Vasselin | 6–3, 7–6(3)                |
| 104. | 1 de noviembre de 2014  | París TMS                      | Dura          | Bob Bryan       | Marcin Matkowski Jürgen Melzer          | 7–6(5), 5–7, [10–6]        |
| 105. | 9 de noviembre de 2014  | ATP World Tour Finals, Londres | Dura          | Bob Bryan       | Ivan Dodig Marcelo Melo                 | 6–7(5), 6–2, [10–7]        |
| 106. | 22 de febrero de 2015   | Delray Beach                   | Dura          | Bob Bryan       | Raven Klaasen Leander Paes              | 6-3, 3-6, [10-6]           |
| 107. | 4 de abril de 2015      | Miami                          | Dura          | Bob Bryan       | Vasek Pospisil Jack Sock                | 6-3, 1-6, [10-8]           |
| 108. | 19 de abril de 2015     | Montecarlo                     | Tierra batida | Bob Bryan       | Simone Bolelli Fabio Fognini            | 7-6(3), 6-1                |
| 109. | 2 de agosto de 2015     | Atlanta                        | Dura          | Bob Bryan       | Colin Fleming Gilles Müller             | 4-6, 7-6(2), [10-4]        |
| 110. | 9 de agosto de 2015     | Washington                     | Dura          | Bob Bryan       | Ivan Dodig Marcelo Melo                 | 6-4, 6-2                   |
| 111. | 16 de agosto de 2015    | Montreal                       | Dura          | Bob Bryan       | Daniel Nestor Édouard Roger-Vasselin    | 7-6(5), 3-6, [10-6]        |
| 112. | 9 de abril de 2016      | Houston                        | Tierra batida | Bob Bryan       | Víctor Estrella Santiago González       | 4-6, 6-3, [10-8]           |
| 113. | 24 de abril de 2016     | Barcelona                      | Tierra batida | Bob Bryan       | Pablo Cuevas Marcel Granollers          | 7-5, 7-5                   |
| 114. | 15 de mayo de 2016      | Roma                           | Tierra batida | Bob Bryan       | Vasek Pospisil Jack Sock                | 2-6, 6-3, [10-7]           |
| 115. | 30 de junio de 2017     | Eastbourne                     | Hierba        | Bob Bryan       | Rohan Bopanna André Sá                  | 6-7(4), 6-4, [10-3]        |
| 116. | 30 de julio de 2017     | Atlanta                        | Dura          | Bob Bryan       | Wesley Koolhof Artem Sitak              | 6-3, 6-4                   |
| 117. | 31 de marzo de 2018     | Miami                          | Dura          | Bob Bryan       | Karén Jachánov Andréi Rubliov           | 4-6, 7-6(5), [10-4]        |
| 118. | 22 de abril de 2018     | Montecarlo                     | Tierra batida | Bob Bryan       | Olivier Marach Mate Pavić               | 7-6(5), 6-3                |
| 119. | 14 de julio de 2018     | Wimbledon, Londres             | Hierba        | Jack Sock       | Raven Klaasen Michael Venus             | 6-3, 6-7(7), 6-3, 5-7, 7-5 |
| 120. | 7 de septiembre de 2018 | US Open, Nueva York            | Dura          | Jack Sock       | Łukasz Kubot Marcelo Melo               | 6-3, 6-1                   |
| 121. | 18 de noviembre de 2018 | ATP World Tour Finals, Londres | Dura          | Jack Sock       | Pierre-Hugues Herbert Nicolas Mahut     | 5-7, 6-1, [13-11]          |
| 122. | 24 de febrero de 2019   | Delray Beach                   | Dura          | Bob Bryan       | Ken Skupski Neal Skupski                | 7-6(5), 6-4                |
| 123. | 30 de marzo de 2019     | Miami                          | Dura          | Bob Bryan       | Wesley Koolhof Stéfanos Tsitsipás       | 7-5, 7-6(8)                |
| 124. | 23 de febrero de 2020   | Delray Beach                   | Dura          | Bob Bryan       | Luke Bambridge Ben McLachlan            | 3-6, 7-5, [10-5]           |

### Finalista (51)
- 1999: Orlando (pierde ante Jim Courier / Todd Woodbridge)
- 2001: Washington (pierde ante Martin Damm / David Prinosil)
- 2002: Adelaida (pierde ante Wayne Black / Kevin Ullyett)
- 2002: Sankt Pölten (pierde ante Petr Pála / David Rikl) con Michael Hill
- 2002: Memphis (pierde ante Brian MacPhie / Nenad Zimonjić)
- 2002: Washington (pierde ante Wayne Black / Kevin Ullyett)
- 2003: Memphis (pierde ante Mark Knowles / Daniel Nestor)
- 2003: Masters de Indian Wells (pierde ante Wayne Ferreira / Yevgeni Káfelnikov)
- 2003: US Open (pierde ante Jonas Björkman / Todd Woodbridge)
- 2004: Sydney (pierde ante Jonas Björkman / Todd Woodbridge)
- 2004: Abierto de Australia (pierde ante Michaël Llodra / Fabrice Santoro)
- 2004: Masters de Hamburgo (pierde ante Wayne Black / Kevin Ullyett)
- 2004: Masters de Madrid (pierde ante Mark Knowles / Daniel Nestor)
- 2005: Abierto de Australia (pierde ante Wayne Black / Kevin Ullyett)
- 2005: Memphis (pierde ante Simon Aspelin / Todd Perry)
- 2005: Masters de Montecarlo (pierde ante Leander Paes / Nenad Zimonjić)
- 2005: Masters de Roma (pierde ante Michaël Llodra / Fabrice Santoro)
- 2005: Roland Garros (pierde ante Jonas Björkman / Max Mirnyi)
- 2005: Wimbledon (pierde ante Stephen Huss / Wesley Moodie)
- 2006: Masters de Indian Wells (pierde ante Mark Knowles / Daniel Nestor)
- 2006: Masters de Miami (pierde ante Jonas Björkman / Max Mirnyi)
- 2006: Roland Garros (pierde ante Jonas Björkman / Max Mirnyi)
- 2006: Masters de Cincinnati (pierde ante Jonas Björkman / Max Mirnyi)
- 2007: Masters de Roma (pierde ante Fabrice Santoro / Nenad Zimonjić)
- 2007: Queen´s Club (pierde ante Mark Knowles / Daniel Nestor)
- 2007: Wimbledon (pierde ante Arnaud Clément / Michaël Llodra)
- 2007: Masters de Cincinnati (pierde ante Jonathan Erlich / Andy Ram)
- 2008: Sydney (pierde ante Richard Gasquet / Jo-Wilfried Tsonga)
- 2008: Delray Beach (pierde ante Max Mirnyi / Jamie Murray)
- 2008: San José (pierde ante Scott Lipsky / David Martin)
- 2008: Las Vegas (pierde ante Julien Benneteau / Michaël Llodra)
- 2008: Masters de Hamburgo (pierde ante Daniel Nestor / Nenad Zimonjić)
- 2008: Masters de Toronto (pierde ante Daniel Nestor / Nenad Zimonjić)
- 2008: Tennis Masters Cup (pierde ante Daniel Nestor / Nenad Zimonjić)
- 2009: Masters de Montecarlo (pierde ante Daniel Nestor / Nenad Zimonjić)
- 2009: Masters de Roma (pierde ante Daniel Nestor / Nenad Zimonjić)
- 2009: Wimbledon (pierde ante Daniel Nestor / Nenad Zimonjić)
- 2009: Cincinnati (pierde ante Daniel Nestor / Nenad Zimonjić)
- 2009: Basilea (pierde ante Daniel Nestor / Nenad Zimonjić)
- 2011: Sídney (pierde ante Paul Hanley / Lukáš Dlouhý)
- 2011: Barcelona (pierde ante Santiago González / Scott Lipsky)
- 2011: Masters de Montreal (pierde ante Michaël Llodra / Nenad Zimonjić)
- 2013: Houston (pierde ante Jamie Murray / John Peers)
- 2013: ATP World Tour Finals (pierde ante David Marrero / Fernando Verdasco)
- 2015: Roland Garros (pierde ante Ivan Dodig / Marcelo Melo)
- 2016: Roland Garros (pierde ante Feliciano López / Marc López)
- 2017: Abierto de Australia (pierde ante Henri Kontinen / John Peers)
- 2018: Acapulco (pierde ante Jamie Murray / Bruno Soares)
- 2018: Indian Wells (pierde ante John Isner / Jack Sock)
- 2018: Madrid (pierde ante Nikola Mektić / Alexander Peya)
- 2018: Washington (pierde ante Jamie Murray / Bruno Soares)
- 2018: Viena (pierde ante Joe Salisbury / Neal Skupski)
- 2019: Atlanta (pierde ante Dominic Inglot / Austin Krajicek)